# Eotetranychus limoni
Eotetranychus limoni är en spindeldjursart som beskrevs av Blommers och Gutierrez 1975. Eotetranychus limoni ingår i släktet Eotetranychus och familjen Tetranychidae. Inga underarter finns listade i Catalogue of Life.